# El que queda de nosaltres
El que queda de nosaltres (títol original en anglès, The Rest of Us) és una pel·lícula dramàtica canadenca del 2019, dirigida per Aisling Chin-Yee. És protagonitzada per Heather Graham com una mare soltera (al personatge de Sophie Nélisse), que acull de mala gana la segona dona del seu exmarit i la seva filla (interpretada per Jodi Balfour i Abigail Pniowsky) com a hostes després que la seva prematura mort deixi la seva nova família sense llar. S'ha subtitulat al català.
Es va estrenar al Festival Internacional de Cinema de Toronto del 2019 i va ser distribuïda al Canadà a càrrec de levelFILM.
La pel·lícula es va rodar a North Bay (Ontario) el 2018.